# Estação Leopoldina
A Estação Barão de Mauá (também chamada Estação Leopoldina) é um terminal ferroviário, inaugurado em 6 de novembro de 1926 pela Estrada de Ferro Leopoldina, no Rio de Janeiro, que leva o nome de Barão de Mauá. A instalação foi fechada para passageiros em fevereiro de 2001, durante um acidente ocorrido em sua garagem e após o remanejamento destes para o terminal D. Pedro II (Estação Central do Brasil), quando tinha seu direito de uso cedido à SuperVia.

## História
A linha que unia a Zona Central do Rio de Janeiro a Petrópolis e a Três Rios, foi construída por empresas diferentes em tempos diferentes. Uma pequena parte dela é a mais antiga do Brasil, construída pelo Barão de Mauá em 1854 e que unia o Porto de Mauá (Guia de Pacobaíba) à Estação de Raiz da Serra (Vila Inhomirim). O trecho entre esta última e a Estação de Piabetá foi incorporada pela E. F. Príncipe do Grão-Pará, que construiu o prolongamento até Petrópolis e Areal entre os anos de 1883 e 1886. Finalmente a Estação de Areal foi unida à de Três Rios em 1900, já pela Leopoldina.
O trecho entre a Estação de São Francisco Xavier, na Central do Brasil, e de Piabetá foi entregue entre 1886 e 1888 pela chamada E. F. Norte, que neste último ano foi comprada pela R. J. Northern Railway. Finalmente, em 1890, a linha toda passou para o controle da Leopoldina. Em 1926, a linha foi estendida finalmente até a Estação Barão de Mauá, aberta naquele ano, eliminando-se a baldeação em São Francisco Xavier. O trecho entre Vila Inhomirim e Três Rios foi suprimido em 5 de novembro de 1964. Segue operando para trens metropolitanos todo o trecho entre o Centro do Rio de Janeiro e Vila Inhomirim.

### Construção

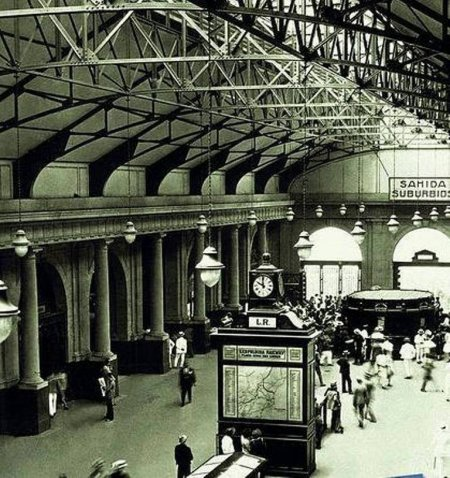
Patio interno da estação na época de sua inauguração, 1926.

A Estação Barão de Mauá, cujo nome homenageou o pioneiro da ferrovia no Brasil, foi inaugurada em 1926, dezessete anos depois do início das discussões e pedidos de autorização para a sua construção. Desenhada pelo arquiteto escocês Robert Prentice, que projetou também o Palácio da Cidade, sede da prefeitura, em Botafogo. O engenheiro Hélio Suevo, autor do livro “A formação das estradas de ferro no Rio de Janeiro”, diz que a estação é um exemplar da arquitetura eduardiana no Brasil, inspirada em construções palacianas inglesas. De estilo eclético, o prédio, no entanto, é assimétrico, já que não foram seguidos à risca os traços do escocês. Sua parte central só tem continuidade para o lado direito. Ficou faltando o lado esquerdo, previsto no projeto original.
A linha da Leopoldina começava na Estação São Francisco Xavier, da Central do Brasil, o que forçava os passageiros à baldeação, devido à diferença de bitolas. A história das idas e vindas para a construção da estação é bastante complicada, mas acabou por gerar uma discussão acerca de se a estação deveria ter sido construída comportando espaço para a Linha Auxiliar da Central do Brasil e da Rio D'Ouro, as duas também de bitola métrica. Em 1934, a discussão acabou com a vitória da Leopoldina: a estação só serviria mesmo a ela, visto que o Governo, dono da Central e da Rio d'Ouro, não havia cumprido a promessa de também pagar sua parte na sua construção.
Entre 1909 e 1926, a Leopoldina utilizou uma estação provisória para o embarque em suas linhas, que haviam sido prolongadas por volta de 1910 até a Praia Formosa.
Desde sua inauguração até a primeira metade da década de 1980, a estação foi um dos principais terminais fluminenses de trens de longo percurso, sobretudo os que ligavam a capital ao norte fluminense e aos estados de Minas Gerais e do Espírito Santo.
Em 1994, a estação passou a receber e ser oficialmente a terminal dos antigos trens de aço Santa Cruz, agora reformados e batizados com o nome de Trem de Prata, que ligavam o Rio de Janeiro à São Paulo, cujo trajeto finalizava-se na Estação da Barra Funda da antiga Estrada de Ferro Santos-Jundiaí. O Trem de Prata esteve em atividade até novembro de 1998.
A estação deixou de ser utilizada definitivamente para embarque de passageiros desde o início do século XXI, com todos os passageiros sendo transferidos para a Estação Dom Pedro II (atual Central do Brasil), da antiga Estrada de Ferro Central do Brasil. Desde então, está fechada e abandonada, existindo hoje projetos para a sua transformação em museu ou centro comercial.

### Fechamento

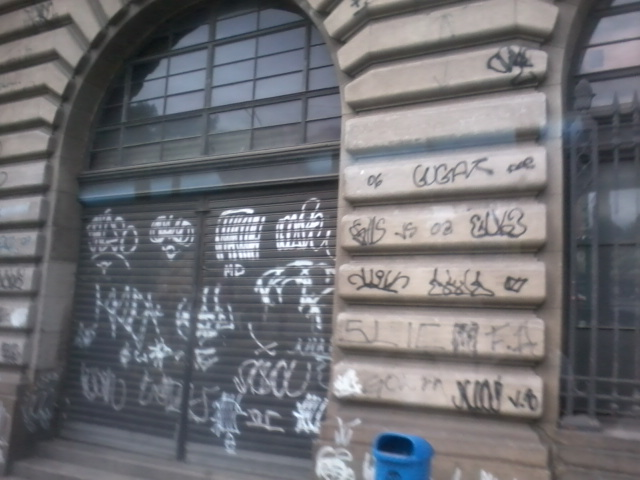
Uma das portas de entrada da estação, atualmente desativada

A Estação Barão de Mauá foi fechada para passageiros em fevereiro de 2001, após um acidente onde um TUE, vindo da Estação São Cristóvão, perdeu o controle dos freios e colidiu com uma das pilastras da plataforma de embarque e desembarque de passageiros. Pouco tempo antes, no entanto, houve o remanejamento das composições do Ramal de Gramacho para o terminal D. Pedro II (Estação Central do Brasil), quando tinha seu direito de uso cedido à SuperVia. Atualmente, o terminal está com seu pavimento térreo, plataformas e todo o terreno ao redor, pertencendo ao governo do estado do Rio de Janeiro, é utilizado em parte como depósito de trens antigos sucateados. Ela em si, fica a maior parte do tempo vazia e fechada.
Na sala 106 no andar térreo da estação está localizada a AFERJ - Associação de Ferromodelismo do Rio de Janeiro por cessão da AEEFL, Associação dos Engenheiros da Estrada de Ferro Leopoldina (ver: Ferromodelismo). A AFERJ  funciona todas as 3as. e 5as. feiras das 14 as 18 horas e aos sábados das 9 as 18 horas. No sábado os associados levam seus trens em miniatura e os operam na maquete da Associação que possui 5 linhas independentes com cerca de 300 metros de trilhos e totalmente decorada. O acesso é gratuito e existe estacionamento grátis para os visitantes. No prédio também há salas destinadas à Polícia Ferroviária Federal, SESEF (Serviço Social das Estradas de Ferro), e, Companhia Estadual de Engenharia de Transportes e Logística. Existe também uma rica biblioteca com inúmeras plantas baixas ferroviárias, e ainda no terreno da estação um stand de tiro pertencente a PFF. Muitos ainda sonham com a reabertura da estação de Leopoldina para que volte a ser uma estação de trem com os ramais da SuperVia.
Em dezembro de 2015, o secretário municipal de transportes do Rio de Janeiro confirmou que venderia o antigo prédio da secretaria de transportes da cidade, na época localizado em um endereço nobre no bairro de Copacabana para se instalar com seu gabinete no prédio antigo. E teve suas instalações transferidas e permaneceu até a troca do Secretário.

## No cinema
A Estação Leopoldina foi um dos cenários externos do filme de 1988, Romance da Empregada, dirigido por Bruno Barreto e protagonizado por Betty Faria.

## A estação do trem bala brasileiro
Quando cogitou-se a construção da linha TAV trem-bala Rio de Janeiro-São Paulo, estava definida a construção das plataformas de embarque e desembarque do TAV na Estação Leopoldina. O projeto TAV-Brasil foi cancelado.
| Linha          | Terminais                             | Estações | Principais destinos       | Duração das viagens (min) | Intervalo entre trens (min) | Previsão |
| -------------- | ------------------------------------- | -------- | ------------------------- | ------------------------- | --------------------------- | -------- |
| TAV TAV Brasil | Rio de Janeiro ↔ São Paulo ↔ Campinas | 3        | São Paulo, Rio de Janeiro |                           |                             | 2025     |

## Revitalização
Em fevereiro de 2024, o Presidente Lula assinou acordo de cooperação com o então prefeito do Rio de Janeiro, Eduardo Paes, por meio do qual a União cedeu a gestão da estação ao município para a restauração do espaço.
Paes disse que o prédio deve ser usado por institutos federais ao passo que na parte de trás do edificío devem ser construídos um centro de convenções e a Cidade do Samba 2, destinada a abrigar os galpões das escolas de samba da Série Ouro, além de um projeto habitacional do programa Minha Casa, Minha Vida e de um Ginásio Educacional Tecnológico. Paes disse ainda não haver um prazo para a entrega dos projetos.